# À Suivre
À Suivre è stata una rivista antologica di fumetti pubblicata in Belgio e in Francia dal febbraio 1978 al dicembre 1997 dalla casa editrice Casterman. Insieme alle riviste a fumetti Spirou, Tintin, Pilote e Métal Hurlant, è considerata una dei principali veicoli dello sviluppo dei fumetti franco-belgi durante il XX secolo.
Caratteristica della rivista fu la libertà concessa agli autori di realizzare storie a fumetti che non dovevano necessariamente svilupparsi in 48 pagine, la lunghezza standard dei cartonati francesi. La rivista presentò storie a puntate, come il titolo della rivista indicava, di Jacques Tardi (Nestor Burma), Jean-Claude Forest (Ici Même), Didier Comès (Silenzio), Benoît Sokal (L'ispettore Canardo), François Bourgeon (La compagnia del crepuscolo), Hugo Pratt (Corto Maltese), Milo Manara (Giuseppe Bergman, El Gaucho), Altan (Ada nella giungla, Colombo), Carlos Sampayo e José Muñoz (Alack Sinner, Nel Bar), François Boucq.